# 希爾斯伯勒 (堪薩斯州)
希爾斯伯勒（英語：Hillsboro）是一個位於美國堪薩斯州馬里昂縣的城市。

## 地方資料
根據2020年美國人口普查的數據，希爾斯伯勒的面積為6.36平方千米，當中陸地面積為6.32平方千米，而水域面積為0.04平方千米。當地共有人口2732人，而人口密度為每平方千米429.56人。